# Wardow
Wardow – gmina w Niemczech, w kraju związkowym Meklemburgia-Pomorze Przednie, w powiecie Rostock, wchodzi w skład Związku Gmin Laage.

## Toponimia
Nazwa słowiańska, odosobowa, z połabskiego *Vardov- „gród Varda”.